# Марс (Воронежская область)
Марс — хутор в Подгоренском районе Воронежской области.
Входит в состав Первомайского сельского поселения.

## География
В хуторе имеются две улицы — Дачная и Тиссовая.

## Население
| 2010 |
| ---- |
| 0    |